# Camareira-Mor
Camareira-Mor era um cargo na Casa Real Portuguesa. Consistindo na principal assistente e conselheira da Rainha de Portugal, era o mais alto cargo da Corte destinado a ser ocupado por uma senhora. 

## História
As Camareiras-Mores eram oriundas da Alta Nobreza Portuguesa. Segundo uma antiga tradição da Coroa Portuguesa as fidalgas nomeadas para o cargo de Camareira-Mor recebiam um título nobiliárquico de grau imediato superior ao título em uso na sua família. Foi por isso comum a outorga de títulos de Duquesa ou Marquesa às Damas nomeadas para o cargo.
Quando uma Rainha deixava as funções de Rainha de Portugal, passando por exemplo a Rainha-Mãe, a sua Camareira-Mor mantinha o cargo e título.
Por vezes as detentoras de outros altos cargos palatinos destinados a senhoras, como as Aias de Príncipes, também recebiam títulos nobiliárquicos.
Os títulos nobiliárquicos associados aos cargos de Camareira-Mor ou Aia de Príncipes não eram transmitidos aos seus herdeiros.

## Títulos
São vários os títulos criados paras as fidalgas detentoras de altos cargos palatinos. As Camareiras-Mores eram tratadas como Duquesa Camareira-Mor ou Marquesa Camareira-Mor. As Aias de Príncipes eram tratadas como Marquesa Aia ou Condessa Aia. 

### Duquesas
- Duquesa de Abrantes
- Duquesa de Ficalho
- Duquesa de Tancos

### Marquesas
- Marquesa de Atouguia
- Marquesa de Soure
- Marquesa de Santa Cruz
- Marquesa de Unhão
- Marquesa de Pombeiro
- Marquesa de São Miguel
- Marquesa de Lumiares
- Marquesa de Vila Flor

### Condessas
- Condessa de Penalva
- Condessa de Pontével
- Condessa de Ficalho
- Condessa de Moura
- Condessa de Fonte Bela